# 仙台白百合短期大学
仙台白百合短期大学（せんだいしらゆりたんきだいがく、英語: Sendai Shirayuri Junior College）は、宮城県仙台市泉区本田町6-1に本部を置いていた日本の私立大学である。1966年に設置され、2003年に廃止された。大学の略称は仙台白百合。

## 概要

### 大学全体
- 宮城県仙台市泉区に所在した日本の私立短期大学で、設置主体は学校法人学校法人白百合学園[2]。
- 1966年に1学科２専攻体制で開学し、1987年度より学科の増設により2学科[注 3]体制となるも、1996年度より2学科体制に一部縮小される。
- 2001年度の入学生を最後に[注釈 1]、2003年に短期大学としての使命を終える[4]。

### 建学の精神（校訓・理念・学是）
- 仙台白百合短期大学における建学の精神
  - キリスト教の精神に基づき現代女性として広い教養と深い専門的知識や研究心を身につけ、もって健全な人間観・豊かな愛情・磨かれた知性をもち、国家・社会の発展に貢献できる人材を育成すること。

### 教育および研究
- 設置学科は家政科と英語科。家政科には食物や被服など生活に関する課程と栄養士を養成する課程があった。

### 学風および特色
- 東京都の白百合女子大学の姉妹校として設立された。
- キリスト教の思想に基づいた教育が行われていた女子短大だった
- クリスマスミサをはじめとしたキリスト教行事が行われていた。
- 開学記念日は1月となっていた。

## 沿革
- 1893年 仙台女学校が創設される。
- 1948年 仙台白百合学園に改められる。
- 1966年
  - 1月25日 左記を以て文部省[注 5]より短期大学の設置が認可される[5]。
  - 4月1日 仙台白百合短期大学が以下の学科体制にて開学する。
    - 家政科
      - 一般家政専攻 入学定員80名
      - 食物栄養専攻 入学定員50名

  - 5月1日 学生数 [6]/定員[7]
    - 家政科 女135/130
- 1967年
  - 5月1日 学生数[8]/定員
    - 家政科 301/260
- 1980年
  - 4月1日 家政科の一般家政専攻を家政専攻に改称[9]。
- 1987年
  - 4月1日 以下の学科が増設される[注 6]。
    - 英語科 入学定員100名

  - 5月1日 学生数[12]/定員[13]
    - 家政科 女350/260
    - 英語科 女118/100
- 1988年
  - 5月1日 学生数[14]/定員
    - 家政科 女354/260
    - 英語科 女229/200
- 1991年
  - 4月1日 家政科家政専攻の入学定員を80[15]→150[16]に増員[17]。
  - 5月1日 学生数[18]/定員　
    - 家政科 女435/330
    - 英語科 女249/200
- 1992年
  - 5月1日 学生数[19]/定員
    - 家政科 女453/400
    - 英語科 女250/200
- 1995年
  - 4月1日 この度をもって家政科食物栄養専攻の学生募集を終了とする[注釈 2]
- 1995年
  - 5月1日 学生数[22]/定員
    - 家政科 女458/400
    - 英語科 女247/200
- 1996年
  - 4月1日 学科及び専攻課程の入学定員を以下の通り変更する。
    - 家政科家政専攻 80→100
    - 英語科 100→80

  - 5月1日 学生数[23]/定員
    - 家政科 364/300
    - 英語科 205/180
- 1999年
  - 5月1日 学生数/[24]定員
    - 家政科 241/200
    - 英語科 206/160
- 2001年
  - 4月1日 この年度で学生募集が最後となる[注釈 1]。
- 2003年
  - 8月8日 左記を以て正式に廃止[4]。

## 基礎データ

### 所在地
- 宮城県仙台市泉区本田町6-1[注釈 3]

### 象徴
- 仙台白百合短期大学のカレッジマークは○○をユリイメージしている[25]。

## 教育および研究

### 組織

#### 学科
- 家政科 入学定員100名[注 8]
  - 家政専攻 入学定員150名[注釈 4]
  - 食物栄養専攻 入学定員50名[注釈 4]
- 英語科

#### 専攻科
- なし

#### 別科
- なし

#### 取得資格について
資格
- 栄養士：家政科食物栄養専攻にて設けられていた[28]。

教職課程
- 中学校教諭二種免許状
  - 家庭：家政科家政専攻[29]、食物栄養専攻[28]
  - 保健：家政科家政専攻にて設置されていた[28][30]。
  - 英語：英語科にて設置されていた[29]。

#### 附属機関
- カトリック研究所[31]

### 研究
- 『仙台白百合短期大学カトリック研究所論集』[31]
- 『仙台白百合短期大学紀要 = Bulletin of Sendai Shirayuri Jonior College』[32]
- 『ELLiSSS』[33]
- 『仙台白百合短期大学紀要』[34]ほか。

## 学生生活

### 部活動・クラブ活動・サークル活動
- 仙台白百合短期大学で活動していたクラブ活動：バレーボール・ソフトテニス・バドミントン・書道・ミュージカル・園芸・ボウリングなど14のクラブがあった[29]。

## 大学関係者と出身者
出身者
- 小川ひろみ - 大衡村長

## 施設

### キャンパス
- チャペル・1号館・2号館・3号館・5号館・講堂・体育館・図書室などが建てられた[29]

### 寮
- 特になし。

## 対外関係

### 系列校
- 仙台白百合女子大学
- 白百合女子大学
- 白百合短期大学
- 学校法人白百合学園

## 卒業後の進路について

### 編入学・進学実績
- 家政科
  - 家政専攻：白百合女子大学ほか[35]
  - 食物栄養専攻
- 英語科：東北学院大学・宮城学院女子大学・拓殖大学・中央大学・相模女子大学・武蔵野女子大学ほか[35]。

## 関連サイト
- 仙台白百合女子大学沿革